# Полина Астахова
Полина Григориевна Астахова (на украински: Астахова Поліна Григорівна; 30 октомври 1936 г., Днепропетровск – 5 август 2005, Киев) е съветска украинска гимнастичка. Заслужил майстор на спорта на СССР (1960). Кавалер на ордена на княгиня Олга III степен (2002).

## Биография
Занимава се с гимнастика от 13-годишна възраст, когато поради закъснение за началото на учебната година (във връзка с преместването на родителите си в друг град), тя решава да напусне училище и да влезе в Донецкия техникум по физкултура и спорт.
В пенсия тя продава медали, мебели и дрехи, за да оцелее. Умира от простуда. Година преди смъртта си Полина Астахова посещава олимпийската база в Конча-Заспа и шокира гимнастичките. Фондация „Тимофей Нагорни“ ѝ купува лекарства, храна и облекло в продължение на три години. Президентът на ФК „Шахтьор“, Ринат Ахметов, финансира погребението ѝ на Байково гробище. .

## Спортна кариера
През 1954 г. Полина за първи път участва в шампионата на СССР. Тя се представя на световни първенства от 1956 г., когато е най-младият член на съветския отбор по гимнастика на Олимпиадата в Мелбърн.
Астахова печели много медали от различни първенства. Тя има общо 10 олимпийски отличия, включително пет златни. Освен това тя е световна шампионка в отборното първенство (1956, 1962), сребърна медалистка в отборното първенство (1966), бронзова – в състезанието на успоредка (1958).
Европейска шампионка на земя (1959), успоредка (1959, 1961), греда (1961), сребърна медалистка в многобоя (1961), в състезнието на земя (1961). Абсолютна шампионка на СССР (1959). Носителка на Купата на СССР в многобоя (1959, 1960, 1963, 1965). Шампионка на СССР на успоредка (1959, 1960, 1963, 1965), греда (1961), земя (1959, 1960, 1964, 1965), сребърна медалистка в многобоя (1965), успоредка (1958, 1961, 1962, 1964), греда (1959, 1960), земя (1961, 1963), бронзова медалистка в многобоя (1956, 1958, 1962, 1963), прескок (1956), успоредка (1956, 1957, 1967), греда (1965) и земя (1958, 1962).
Астахова е смятана за най-грациозната гимнастичка за времето си, прякорът ѝ в западните медии е „Руската брезичка“.
След като завършва спортната си кариера през 1972 г., Полина Астахова е треньор на украински гимнастички.

## Памет
Полина Астахова е изобразена на пощенска марка на СССР, посветена на IX Всесъюзна спартакиада на учениците в Минск. Гимнастичката е изобразена в упражнения на греда по фотография на Лев Бородулин, публикувана в списание „Огоньок“, № 46 за 1962 г.
На 31 октомври 2011 г. в Донецк, на стената на спортния дворец „Шахтьор“, от страната на булевард „Пушкин“ е поставена паметна плоча от донецкия художник Генадий Грибов в чест на факта, че Полина Григориевна Астахова е тренирала в сградата в продължение на пет години. На церемонията по откриването присъстват олимпийската шампионка Лилия Подкопаева, ветерани спортисти и ученици от спортните училища в града.
Надписът на плочата гласи:
Полина Астахова е изобразена в картината „Гимнастици на СССР“ на академика от Руската академия за изкуства Дмитрий Жилински.